# James Robert Russell
James Robert Russell (27 de outubro de 1953, Nova Iorque, EUA) é um acadêmico e professor em Estudos do Antigo Oriente Próximo, Iraniano e Armênio. Ele publicou extensivamente em periódicos e escreveu vários livros.
Russell foi Professor Mashtots de Estudos Armênios no Departamento de Línguas e Civilizações do Oriente Próximo da Universidade de Harvard e fez parte do comitê executivo do Centro Davis de Estudos Russos e Eurasiáticos.
Em julho de 2016, Russell se aposentou parcialmente e mudou sua residência para Fresno, Califórnia.
Em 2023, Russell é Professor Emérito Mashtots de Estudos Armênios na Universidade de Harvard, Professor Visitante Emérito da Universidade Hebraica de Jerusalém e Professor de meio período em Estudos Judaicos e Hebraico Bíblico na Universidade Estadual da Califórnia, Fresno.